# 第12特科連隊
第12特科連隊（だいじゅうにとっかれんたい、JGSDF 12th Artillery Regiment）は、宇都宮駐屯地に駐屯していた第12師団隷下の野戦特科部隊で2001年（平成13年）3月に廃止された。

## 概要
連隊本部、本部中隊、情報中隊、155mmりゅう弾砲 FH70を装備した4個の特科大隊からなり連隊長は、1等陸佐（二）が充てられていた。第2大隊は松本駐屯地に配置されていた。
1962年（昭和37年）1月18日から2001年（平成13年）3月26日の間、第12特科連隊長が宇都宮駐屯地司令を兼ねていた。

## 沿革
- 1962年（昭和37年）
  - 1月18日：第12師団編成に伴い、第1特科連隊から分離独立して第12特科連隊が宇都宮駐屯地において編成完結。第1特科連隊の駒門駐屯地移駐により、第12特科連隊長が宇都宮駐屯地司令に指定。
  - 8月15日：第2大隊が宇都宮駐屯地から松本駐屯地へ移駐。

- 1974年（昭和49年）3月26日：35mm2連装高射機関砲 L-90の配備に伴い、第6大隊を改編。
- 1989年（平成元年）3月24日：部隊改編。

1. 第5大隊に155mmりゅう弾砲 FH70を装備。
2. 第6大隊に81式短距離地対空誘導弾を装備。
3. 情報中隊が新編。

- 1991年（平成03年）3月29日：第6大隊（高射特科）が第12高射特科大隊として分離独立し、第12師団直轄となる。
- 2001年（平成13年）3月27日：第12師団の旅団改編に伴い、第12特科隊に縮小改編。

1. 第12特科連隊第2大隊（松本駐屯地）を廃止。
2. 宇都宮駐屯地司令職務は新編の第6地対艦ミサイル連隊へ移管。

## 廃止時の部隊編成
- 第12特科連隊本部
- 第12特科連隊本部中隊
- 情報中隊
- 第1特科大隊
  - 第1特科大隊本部
  - 本部管理中隊
  - 第1射撃中隊
  - 第2射撃中隊
- 第2特科大隊（松本駐屯地）
  - 第2特科大隊本部
  - 本部管理中隊
  - 第3射撃中隊
  - 第4射撃中隊
- 第3特科大隊
  - 第3特科大隊本部
  - 本部管理中隊
  - 第5射撃中隊
  - 第6射撃中隊
- 第5特科大隊
  - 第5特科大隊本部
  - 本部管理中隊
  - 第9射撃中隊
  - 第10射撃中隊
  - 第11射撃中隊

## 歴代の連隊長
| 代 | 氏名     | 在職期間                        | 前職                                     | 後職                                  |
| -- | -------- | ------------------------------- | ---------------------------------------- | ------------------------------------- |
| 01 | 中田勝実 | 1962年01月18日 - 1963年07月31日 | 第1特科連隊付                            | 東部方面総監部付                      |
| 02 | 高田安董 | 1963年08月01日 - 1966年03月15日 | 陸上幕僚監部第1部総括班長                | 陸上幕僚監部募集課長                  |
| 03 | 富岡幸雄 | 1966年03月16日 - 1968年03月15日 | 陸上自衛隊幹部学校教育部教務課長         | 陸上自衛隊高射学校教育部長            |
| 04 | 高森尚   | 1968年03月16日 - 1970年03月15日 | 陸上自衛隊富士学校勤務                   | 自衛隊埼玉地方連絡部長                |
| 05 | 今西四朗 | 1970年03月16日 - 1972年03月15日 | 東部方面総監部第3部勤務                  | 装備開発実験隊副隊長                  |
| 06 | 清水道正 | 1972年03月16日 - 1973年07月15日 | 中部方面総監部第1部長                    | 陸上自衛隊幹部学校総務部長            |
| 07 | 武田董   | 1973年07月16日 - 1975年07月15日 | 陸上幕僚監部第5部勤務                    | 陸上幕僚監部第5部特科班長             |
| 08 | 大呑弘通 | 1975年07月16日 - 1977年03月15日 | 札幌駐とん地業務隊長                     | 陸上自衛隊富士学校管理部長            |
| 09 | 久山辰治 | 1977年03月16日 - 1978年07月31日 | 陸上幕僚監部第4部後方計画班長            | 中部方面総監部装備部長                |
| 10 | 土谷一郎 | 1978年08月01日 - 1980年03月16日 | 陸上幕僚監部人事部人事計画課 企画班長    | 陸上自衛隊富士学校特科部長            |
| 11 | 高比康之 | 1980年03月17日 - 1982年03月15日 | 陸上自衛隊幹部学校学校教官               | 防衛大学校教授                        |
| 12 | 君嶋信   | 1982年03月16日 - 1983年07月31日 | 陸上自衛隊幹部学校研究員                 | 陸上幕僚監部防衛部防衛課勤務          |
| 13 | 田中賢一 | 1983年08月01日 - 1985年08月07日 | 陸上幕僚監部防衛部運用課 運用第1班長     | 陸上幕僚監部調査部調査第1課長         |
| 14 | 大神利光 | 1985年08月08日 - 1987年07月31日 | 陸上自衛隊幹部学校学校教官               | 自衛隊岡山地方連絡部長                |
| 15 | 佐野彦夫 | 1987年08月01日 - 1989年03月31日 | 陸上幕僚監部監理部総務課 渉外班長        | 旭川駐屯地業務隊長                    |
| 16 | 東雅昭   | 1989年04月01日 - 1991年03月31日 | 陸上自衛隊幹部学校学校教官               | 東北方面総監部総務部長                |
| 17 | 小島捷利 | 1991年04月01日 - 1993年07月31日 | 統合幕僚会議事務局第4幕僚室 年度班長     | 中部方面総監部総務部長                |
| 18 | 今村功   | 1993年08月01日 - 1995年06月29日 | 陸上幕僚監部人事部補任課 人事第1班長     | 陸上幕僚監部装備部装備計画課長        |
| 19 | 鬼塚隆志 | 1995年06月30日 - 1997年01月19日 | 陸上幕僚監部教育訓練部教育課 学校第2班長 | 陸上幕僚監部調査部調査課 調査運用室長 |
| 20 | 宮本一路 | 1997年01月20日 - 1999年07月08日 | 陸上幕僚監部付                           | 自衛隊高知地方連絡部長                |
| 末 | 名越高正 | 1999年07月09日 - 2001年03月26日 | 陸上幕僚監部人事部募集課 募集班長        | 第12旅団司令部幕僚長                  |